# Сабзазор (район Рудаки)
Сабзазор (тадж. Сабзазор) — село в районе Рудаки Республики Таджикистан. Входит в состав джамоата (сельской общины) Султонобод.
Прежнее название — Аввалказак (до 2008 года).
Находится на расстоянии 31 км от районного центра (пгт. Сомониён) и 13 км от центра джамоата (село Султонобод).
Население — 166 чел. (2017).